# Merlock Montes
I Merlock Montes sono una formazione geologica sulla superficie di Titano.
Prendono il nome dai monti Merlock, nominati ne Le avventure di Tom Bombadil di J. R. R. Tolkien.